# Phil aus der Zukunft
Phil aus der Zukunft (Phil of the Future im englischen Original) ist eine US-amerikanische Fernsehserie von den Autoren Douglas Tuber und Tim Maile. 
Die Folgen der Serie handeln von der Familie Diffy aus dem Jahr 2121, die eine Zeitreise in das 21. Jahrhundert unternommen hat und nun hier feststeckt, da die Zeitmaschine defekt ist.

## Handlung
Nach einem Urlaub durch die Zeitgeschichte landet Familie Diffy aus dem 22. Jahrhundert in der heutigen Zeit, eigentlich nur für einen Zwischenstopp. Doch als Lloyd, der Vater, Barbara, die Mutter, Phil, der Sohn, und Pam, Phils Schwester, wieder in das 22. Jahrhundert zurückreisen wollen, ist die Zeitmaschine defekt. Wie man später durch die Erzählung von Phil erfährt, hat er einige Zeitreisen ohne das Wissen seiner Eltern unternommen, um dem Mädchen Keely Teslow zu helfen, wodurch die Zeitmaschine überlastet wurde. Mit diesem Mädchen freundet er sich später an und erzählt ihr auch als einzige von seiner wahren Identität.
In den 43 Folgen geht es meist um die Probleme von Phil und Pam, die Schwierigkeiten haben, sich in ein für sie altertümliches Leben einzufügen.
In einer späteren Folge entdecken Lloyd und Phil einen Neandertaler namens Curtis, der als blinder Passagier seit dem Stopp in der Steinzeit mitreist.

## Charaktere
Phillip „Phil“ Diffy
Phil (Ricky Ullman) ist einer der Hauptcharaktere der Serien. In der ersten Staffel geht er in die neunte, in der zweiten in die zehnte Klasse der H.G. Wells Junior/Senior Highschool. Er ist von der Familie wohl der, der sich am besten in der alten Zeit zurechtfindet. Er ist, wie im Laufe der Serie immer wieder klar wird, in Keely verliebt.
Pam Diffy
Pam (im Original Pim, gespielt von Amy Bruckner) ist die kleine Schwester von Phil und geht ebenfalls auf die H.G. Wells Junior/Senior Highschool. Sie versucht, ihren Bruder zu übertrumpfen, und ihr geheimes Ziel ist es, die Weltherrschaft an sich zu reißen.
Keely Teslow
Keely (Alyson Michalka) ist im gleichen Jahrgang wie Phil. Sie ist die einzige Außenstehende, die über die richtige Identität von Phil und seiner Familie Bescheid weiß. Sie lernt Phil kennen, als sie Mathenachhilfe von ihm bekommt. Sie ist ein sehr modebewusstes Mädchen und will später einmal Reporterin werden.
Lloyd Diffy
Lloyd (Craig Anton) ist der Vater von Phil. Er ist das Leben im 22. Jahrhundert gewohnt und hat große Schwierigkeiten, sich im alten Jahrhundert einzuleben. Er hat meist eine gute Beziehung zu Phil, welcher ihn öfter um Rat fragt. Er versucht ständig, die Zeitmaschine zu reparieren, weshalb er auch einen Job in einem Handwerksladen angenommen hat, um die geeigneten Bauteile zu finden.
Barbara Diffy
Barbara (Lise Simms) ist die Mutter von Phil und Pam. Sie bemuttert diesen meist sehr und hat Angst, die Beziehung zu ihren Kindern zu verlieren. Sie ist eine leidenschaftliche, aber erfolglose Köchin, da sie nach den alten Methoden nicht kochen kann, dies aber immer wieder versucht.
Curtis
Curtis (J. P. Manoux) ist ein Neandertaler aus der Steinzeit. Er hat sich an Bord der Zeitmaschine geschlichen, als die Familie in dieser Zeit war. Er wird erst im späteren Verlauf der Serie entdeckt.
Neal Hackett
Mr. Hackett (J. P. Manoux) ist der Vizedirektor der Schule von Phil, Pam und Keely. Er vermutet, dass die Diffys Außerirdische sind und setzt alles daran, dies zu beweisen.
Tia
Tia (Brenda Song) ist Keelys beste Freundin in der 1. Staffel. Sie ist hübsch, beliebt und freundlich. In der zweiten Staffel zieht sie weg und Keely freundet sich stattdessen mit Olivia „Via“ an.
Debbie Berwick
Debbie (Kay Panabaker) ist ein Cyborg, der darauf programmiert ist, allen zu helfen und immer Gutes zu tun. Sie mag zudem kindische Sachen und hält sich selbst für Pams beste Freundin. In der Folge Halloween kommt ihre wahre Identität heraus, und sie wird von Phil besiegt und schmilzt. In der zweiten Staffel ist sie nicht mehr zu sehen.

## Synchronisation
| Rolle        | Schauspieler    | Synchronsprecher     |
| ------------ | --------------- | -------------------- |
| Phil Diffy   | Ricky Ullman    | Clemens Ostermann    |
| Pam Diffy    | Amy Bruckner    | Malika Bayerwaltes   |
| Keely Teslow | Alyson Michalka | Jacqueline Belle     |
| Tia          | Brenda Song     | Gabrielle Pietermann |
| Neal Hackett | J. P. Manoux    | Tobias Lelle         |
| Curtis       | J. P. Manoux    | Tobias Lelle         |